# Bernhard Fritscher
Bernhard Fritscher (* 2. Dezember 1954 in Bayreuth; † 11. Juli 2013) war ein deutscher Wissenschaftshistoriker.

## Werdegang
Fritscher promovierte im Jahr 1990 an der Ludwig-Maximilians-Universität München zur Geschichte der Naturwissenschaften (Die Bedeutung der Chemie und des Experiments in der Neptunismus-Vulkanismus-Kontroverse. Ein Beitrag zur Geschichte und Theorie der Geowissenschaft). Im Jahr 1998 folgte seine Habilitation in München (Geowissenschaften und Moderne. Studien zur Kulturgeschichte der Mineralogie und Chemischen Geologie (1848-1926)). Den Schwerpunkt seiner Forschung bildete die Geschichte der Geologie.
Er war wissenschaftlicher Mitarbeiter am Münchner Zentrum für Wissenschafts- und Technikgeschichte und zugleich außerplanmäßiger Professor für Geschichte der Naturwissenschaften an der Fakultät für Mathematik der Universität München.
2008 gab er die Gesammelten Schriften von Leopold von Buch bei Olms neu heraus. Er befasste sich unter anderem mit Abraham Gottlob Werner, dem Plutonismus-Neptunismus-Streit, Lorenz Oken, Immanuel Kant und Georg Wilhelm Friedrich Hegel in Bezug zur Geologie, Gustav Tschermak, Alexander Keyserling, Georg Forster, Adolf Schlagintweit und mit James Hall und untersuchte eine Gesteinssammlung, die dieser im Rahmen des Vulkanismus-Neptunismus Streits anlegte und die beim British Geological Survey in Keyworth ist. Fritscher war Mitarbeiter der Chronologie der Naturwissenschaften (Karl-Heinz Schlote Herausgeber, Harri Deutsch 2002) für Geowissenschaften. Er schrieb Lexikoneinträge von Geowissenschaftlern für diverse Enzyklopädien.
Er war Vorsitzender der Arbeitsgruppe History of the Earth Sciences der Society of Geological Sciences.
Fritscher starb nach längerer Krebserkrankung.

## Quelle
- Kürschners Deutscher Gelehrten-Kalender Online

## Schriften
- Fritscher (Herausgeber): Toward a History of Mineralogy, Petrology, and Geochemistry. Proceedings of the International Symposium on the History of Mineralogy, Petrology, and Geochemistry, Munich, March 8-9, 1996, Institut für Geschichte der Naturwissenschaften, München 1998
- Metamorphism and thermodynamics: the formative years. In: David Oldroyd (Hrsg.) The Earth Inside and Out: Some major Contributions to Geology in the Twentieth Century. (= Geological Society London, Special Publication 192) S. 143–165, London, 2002
- Vom Donner der Erde zur Sternschnuppe. In: Spektrum der Wissenschaft Spezial: Forschung und Technik im Mittelalter, Spezial 2, S. 44–47, Heidelberg, 2002
- Erdwissenschaft und "Deutsche Bewegung": Bemerkungen zur Rezeption der Wernerschen Mineralogie in Jena. In: H. Albrechtt, R. Ladwig (Hrsg.) Abraham Gottlob Werner and the foundation of the geological sciences. Selected papers of the International Werner Symposium in Freiberg 19th to 24th September 1999 (= Freiberger Forschungshefte, D 207) S. 45–52, Freiberg, 2002